# Neobisium cervelloi
Neobisium cervelloi är en spindeldjursart som beskrevs av Volker Mahnert 1977. Neobisium cervelloi ingår i släktet Neobisium och familjen helplåtklokrypare. Inga underarter finns listade i Catalogue of Life.